# دخانية عرعرية
دخانية عرعرية (الاسم العلمي:Fumana juniperina) هي نوع من النباتات يتبع جنس الدخانية من الفصيلة القريضية.